# Hans-Jürgen Irmer
Hans-Jürgen Irmer (nascido em 20 de fevereiro de 1952) é um político alemão da União Democrática Cristã (CDU) que actua como membro do Bundestag pelo estado de Hesse desde 2017.

## Carreira política
Irmer tornou-se membro do Bundestag nas eleições federais alemãs de 2017. No parlamento, é membro da Comissão de Assuntos Internos.